# Déborah François
Déborah François sinh ngày 24.5.1987 tại Liège, là nữ diễn viên người Bỉ. Chị đã diễn xuất trong phim đoạt Cành cọ vàng: L'Enfant (2005) và các phim La Tourneuse de pages (2006), Les Femmes de l'Ombre (2008), My Queen Karo (2009).

## Danh mục phim
- 2005: L'Enfant - Sonia
- 2006: La Tourneuse de pages - Mélanie Prouvost
- 2007: Les Fourmis rouges - Alex
- 2007: L'Été indien - Suzanne
- 2008: Les Femmes de l'ombre - Gaëlle
- 2008: Le Premier Jour du reste de ta vie - Fleur
- 2009: Fais-moi plaisir - Aneth
- 2009: My Queen Karo

## Truyền hình
- 2007: Dombais et fils của Laurent Jaoui - Florence Dombais
- 2008: Ah, c'était ça la vie ! của Franck Apprédéris - Julie
- 2010: Mes chères études của Emmanuelle Bercot - Laura

## Giải thưởng
- 2007: Giải Suzanne Bianchetti